# Saint-Mard-lès-Rouffy
Saint-Mard-lès-Rouffy är en kommun i departementet Marne i regionen Grand Est (tidigare regionen Champagne-Ardenne) i nordöstra Frankrike. Kommunen ligger i kantonen Vertus som tillhör arrondissementet Châlons-en-Champagne. År 2022 hade Saint-Mard-lès-Rouffy 152 invånare.

## Befolkningsutveckling
Antalet invånare i kommunen Saint-Mard-lès-Rouffy
| Referens: INSEE |